# 13281 Aliciahall
13281 Aliciahall eller 1998 QW45 är en asteroid i huvudbältet som upptäcktes den 17 augusti 1998 av LINEAR i Socorro County, New Mexico. Den är uppkallad efter Alicia Esther Hall.
Asteroiden har en diameter på ungefär 3 kilometer.